# 伊斯兰教的神
在伊斯蘭教神學裡，真主（中文譯音為“安拉”）是宇宙萬物的全能全知的造物主、支柱、命定者及裁決者。伊斯蘭教強調真主絕對是與生俱來的獨一無二（討黑德）、至慈至悲及無所不能。根據伊斯蘭教的學說，真主的存在不受限於空間，而根據《古蘭經》，「眾目不能見他，他卻能見眾目。他是精明的，是徹知的。」《古蘭經》又提及造物主只有一個：「我們敬拜和你們（信奉《古蘭經》的人）敬拜的是同一個。」
《古蘭經》的第112章（忠誠章）給出了造物主的釋義：「祂是真主（安拉），是獨一的主；真主是萬物所仰賴的；祂沒有生產，也沒有被生產；沒有任何物可以做祂的匹敵。」
在伊斯蘭教，造物主是獨一無二的主，在不同文化、語言有不同的尊稱，有超過九十九個名稱（阿拉伯語：al-asmāʼ al-ḥusná，字面上解作「最好的名稱」），每個名稱都分別指向祂的一個特性。這些名稱全部都用以指稱安拉，安拉是至高無上及最為泛用的造物主尊稱。在這九十九個名稱當中，「至慈的」（Ar-Raḥmān）及「特慈的」（Ar-Raḥīm）是最常用的。世界的造物和秩序被視為是出自真主的仁愛之舉，因此所有生物都為之歌頌贊美，見證造物主是唯一的主宰。《古蘭經》形容祂是崇高和至高無上的，會隨時回應身陷苦難的人所作的訴求，並給出指引，展示正確的「直路」。

## 名稱

### 安拉
安拉是穆斯林及說阿拉伯語的基督徒及猶太人所用的阿拉伯術語，指稱唯一的神，而伊拉（阿拉伯語：إله
）則是泛稱。安拉一詞與耶穌所用的亞拉姆語當中的詞語「阿拉哈」有關。

### 其他名稱
《古蘭經》及聖訓用某些名稱和形容詞去描述和稱謂神，當中《古蘭經》指出「真主有許多極美的名號，故你們要用那些名號呼吁他」。據伊斯蘭教學者格哈德·鮑爾林所述：
這些尊名的數目在傳統上總共有九十九個，其中最尊貴的名是真主的名阿拉。在《古蘭經》的註釋本裡列舉這些名囑的時候，最常被引用的篇章是17：110：「你們可以稱它為真主，也可以稱他為至仁之主，因為他有許多極優美的名號，你們無論用甚麼名號稱呼他都是很好的。」還有59：22－24亦提及十數個神的形容詞。
伊斯蘭教裡的神最常用的名號有：
- 至高的（al-Ala）
- 勝利的、大能的（al-ʻAziz）
- 至恕的（al-Ghaffār）
- 供給者（ar-Razzāq）
- 永生的（al-Ḥayy）
- 維持萬物的、自我擁有的（al-Qayyūm）
- 全世界的主（Rabb al-ʻĀlamīn）
- 真實的（al-Ḥaqq）
- 克制的、永生的（al-Bāqī）
- 給養者（al-Muqsith）
- 安寧的（As-Salām）

除了安拉，非阿拉伯地區的穆斯林或者會使用不同的名號，例如英語裡的「神」（God）、土耳其語裡的「天」（Tanrı）、柏柏語的「神」（Yakush）、阿爾巴尼亞語裡的「神」（Zot）及波斯語裡的「胡達」。安拉一詞作用外來詞搬到所有伊斯蘭國家使用，語音上沒有變化或只有很小的變化。

### 詞組
有大量詞組及用語都與神有關。
| 名稱                                               | 詞組 | 來源 （古蘭經或聖行） |
| -------------------------------------------------- | --- | --------------------- |
| 大讚辭                                             | |                       |
| ʾallāhu ʾakbaru                                    | 9：72、29：45、40：10 |                       |
|                                                    | 9：72、29：45、40：10 |                       |
| 安拉至大                                           | 9：72、29：45、40：10 |                       |
| 塔斯必赫                                           | |                       |
| subḥāna llāhi                                      | 23：91、 28：68、37：159、52、43、59：23                                                                                              |                       |
|                                                    | 23：91、 28：68、37：159、52、43、59：23                                                                                              |                       |
| 讚頌安拉超絕                                       | 23：91、 28：68、37：159、52、43、59：23                                                                                              |                       |
| 泰赫米德                                           | |                       |
| ʾal-ḥamdu li-llāhi                                 | 1：2、6：1、29：63、31：25、34：1、35：1、35：34、39：29、39：74、39：75、40：65                                                      |                       |
|                                                    | 1：2、6：1、29：63、31：25、34：1、35：1、35：34、39：29、39：74、39：75、40：65                                                      |                       |
| 讚美真主                                           | 1：2、6：1、29：63、31：25、34：1、35：1、35：34、39：29、39：74、39：75、40：65                                                      |                       |
| 泰赫拉萊                                           | |                       |
| lā ʾilāha ʾillā llāhu                              | 37：38、47：19 |                       |
|                                                    | 37：38、47：19 |                       |
| 萬物非主，唯有真主                                 | 37：38、47：19 |                       |
| 沙哈達                                             | |                       |
| muḥammadun rasūlu llāhi                            | 48：29 |                       |
|                                                    | 48：29 |                       |
| 穆罕默德，是主使者                                 | 48：29 |                       |
| 畢斯米拉                                           | |                       |
| bi-smi llāhi r-raḥmāni r-raḥīmi                    | 1：1 |                       |
|                                                    | 1：1 |                       |
| 奉至仁至慈的真主之名                               | 1：1 |                       |
| 印沙安拉                                           | |                       |
| in shāʾa llāhu                                     | 2：70、12：99、18：69、28：27、48：27                                                                                                 |                       |
|                                                    | 2：70、12：99、18：69、28：27、48：27                                                                                                 |                       |
| 如果安拉願意的話                                   | 2：70、12：99、18：69、28：27、48：27                                                                                                 |                       |
| 馬沙安拉                                           | |                       |
| mā shāʾa llāhu                                     | 6：128、7：188、10：49、18：39、87：7                                                                                                 |                       |
|                                                    | 6：128、7：188、10：49、18：39、87：7                                                                                                 |                       |
| 歸功於主                                           | 6：128、7：188、10：49、18：39、87：7                                                                                                 |                       |
| 阿萊希塞拉姆                                       | |                       |
| ṣallā llāhu ʿalayhi wa-sallama                     | |                       |
|                                                    | |                       |
| 祝願他平安，願他得到安寧                           | |                       |
| 雷欣邁乎拉                                         | |                       |
| raḥimahu llāhu / raḥimaka llāhu                    | |                       |
|                                                    | |                       |
| 願真主憐憫你                                       | |                       |
| 阿斯泰格菲魯拉                                     | |                       |
| ʾastaghfiru llāhi                                  | 12：98、19：47 |                       |
|                                                    | 12：98、19：47 |                       |
| 我祈求真主寬恕                                     | 12：98、19：47 |                       |
|                                                    | |                       |
| ʾinnā li-llāhi wa-ʾinnā ʾilayhi rājiʿūna           | 2：156、2：46、2：156 |                       |
|                                                    | 2：156、2：46、2：156 |                       |
| 我們確是真主所有的，我們必定只歸依他               | 2：156、2：46、2：156 |                       |
| 傑澤克安拉                                         | |                       |
| jazaka llāhu khayran                               | 利雅得聖訓集 17：32 （页面存档备份，存于）, 提爾密茲聖訓集 27：141 （页面存档备份，存于）, 布哈里聖訓實錄 7：3 （页面存档备份，存于） |                       |
|                                                    | 利雅得聖訓集 17：32 （页面存档备份，存于）, 提爾密茲聖訓集 27：141 （页面存档备份，存于）, 布哈里聖訓實錄 7：3 （页面存档备份，存于） |                       |
| 祈求安拉回賜你                                     | 利雅得聖訓集 17：32 （页面存档备份，存于）, 提爾密茲聖訓集 27：141 （页面存档备份，存于）, 布哈里聖訓實錄 7：3 （页面存档备份，存于） |                       |
| 求護詞                                             | |                       |
| ʾaʿūdhu bi-llāhi mina sh-shayṭāni r-rajīmi         | 利雅得聖訓集 1：46 （页面存档备份，存于）                                                                                             |                       |
|                                                    | 利雅得聖訓集 1：46 （页面存档备份，存于）                                                                                             |                       |
| 我求安拉的護佑，免遭受驅逐的惡魔的誹謗與妖術的傷害 | 利雅得聖訓集 1：46 （页面存档备份，存于）                                                                                             |                       |
| 菲塞比利拉                                         | |                       |
| fī sabīli llāhi                                    | 2：154、2：190、2：195、2：218、2：244、2：246等                                                                                      |                       |
|                                                    | 2：154、2：190、2：195、2：218、2：244、2：246等                                                                                      |                       |
| 為了安拉之道                                       | 2：154、2：190、2：195、2：218、2：244、2：246等                                                                                      |                       |
| 亞爾阿穆克安拉                                     | |                       |
| yarḥamuka llāhu                                    | 布哈里聖訓實錄 78：248（页面存档备份，存于）、利雅得聖訓集 6：35 （页面存档备份，存于）                                               |                       |
|                                                    | 布哈里聖訓實錄 78：248（页面存档备份，存于）、利雅得聖訓集 6：35 （页面存档备份，存于）                                               |                       |
| 願主佑你                                           | 布哈里聖訓實錄 78：248（页面存档备份，存于）、利雅得聖訓集 6：35 （页面存档备份，存于）                                               |                       |
| 常與「安拉」並用的敬語                             | |                       |
| 蘇班奈乎韋泰拉                                     | |                       |
| subḥānahū wa-taʿālā                                | 6：100、10：18、16：1、17：43、30：40、39：67                                                                                         |                       |
|                                                    | 6：100、10：18、16：1、17：43、30：40、39：67                                                                                         |                       |
| 讚美真主，他超絕萬物                               | 6：100、10：18、16：1、17：43、30：40、39：67                                                                                         |                       |
| 占萊哲拉盧乎                                       | |                       |
| jalla jalālahu                                     | |                       |
|                                                    | |                       |
| 他的威嚴很偉大                                     | |                       |
| ʿ阿澤瓦傑拉                                        | |                       |
| ʿazza wa-jalla                                     | |                       |
|                                                    | |                       |
| 強大及超絕的主                                     | |                       |

## 特性

### 獨一性
伊斯蘭教最基本的理論是稱為認主學的嚴格一神論思想，定言神是唯一的，沒有其他事物可以與之比擬。清真言是伊斯蘭教的基本信仰，在皈依伊斯蘭教的時候作為誓言而誦讀：「萬物非主，唯有真主。」（lā ʾilāha ʾillallāh），這叫做證信。《古蘭經》斷言世間有唯一一個超然於世的絕對真理、一個自立於天下萬物、獨一無二、完整無缺的存在。
你說：他是真主，是獨一的主；
真主是萬物所仰賴的；
他沒有生產，也沒有被生產；
沒有任何物可以做他的匹敵。——《古蘭經》 112：1－4
你的主是自足的，是仁慈的。如果他意欲，他就使你們消逝，而以他所意欲的人繼承你們，猶如從別的民族的後裔中使你們興起一樣。——《古蘭經》 6：133
穆斯林是嚴格的一位神論信仰者，不接受基督宗教的三位一體及聖子、聖靈學說，並把這些教義視為異端，與多神論相提並論，穆斯林願意相信有耶穌這個人，是一個猶太人的先知，但伊斯蘭教的耶穌是神的使者，不是神的兒子，神沒有兒子，也不會有兒子。根據伊斯蘭教的教義，神是超越任何的認知，沒有參照物可以比擬，無論如何也不似他的所造物。伊斯蘭教不是偶像崇拜宗教，禁止任何形式對神的形象化。
根據伊斯蘭學者文森特·科爾內爾的解釋，《古蘭經》把現實描繪成一個統一的整體，而神是描述及解釋萬物的單一本源，使之具備一元論的概念，經文裡提道：「他是前無始後無終的，是極顯著極隱微的，他是全知萬物的。」一些詮釋把它進一步解讀，以一元論的觀點看待神，遭到一些穆斯林的強烈抨擊，因為他們認為這種觀點模糊了造物主與眾生之間的差距，不符合伊斯蘭教一神論的主張。
神的完整無缺是指其至高權力的完整無缺，因此宇宙是井然有序及有倫理道德觀念，而不是虛有其表和道德淪亡的。同樣地，《古蘭經》不承認神具備二元性等二元論的思想，並指出善惡都是神的創造物，邪惡力量沒有任何創造能力。伊斯蘭教的神是全宇宙的神，不是一個民族、一個地區、一個部落及一個教區的神，是綜合所有正面價值、不容半點邪惡的一個絕對威能。
認主學是穆斯林信仰最重要的部分。崇拜除了神以外的任何事物和人物或把他們神化（什爾克）是伊斯蘭教裡最大的罪行。伊斯蘭教的一切教義都是以認主學的原則為主。《古蘭經》裡神自稱的「我們」是尊嚴複數。

### 造物主
安拉是宇宙的造物主，所有生物都在宇宙當中。
一切讚頌，全歸真主——天地的創造者！他使每個天神具有兩翼，或三翼，或四翼。他在創造中增加他所欲增加的。真主對於萬事確是全能的。——《古蘭經》 35：1
天，我曾以權力建造它，我確是大能的。——《古蘭經》 51：47
我確已用泥土的精華創造人，然後我使他變成精液，在堅固的容器中的精液，然後，我把精液造成血塊，然後，我把血塊造成肉團，然後，我把肉團造成骨骼，然後，我使肌肉附着在骨骼上，然後我把它造成別的生物。願真主降福，他是最善於創造的。——《古蘭經》 23：12－14
眾人啊！你們當敬畏你們的主，他從一個人（亞當）創造你們，他把那個人的配偶造成與他同類的，並且從他們倆創造許多男人和女人。——《古蘭經》 4：1

### 仁慈
在主要的資料來源裡，神最常見的名號是「拉赫曼」及「拉希姆」，意思是「至慈的」和「特慈的」。據稱神樂於寬恕，有聖訓指出神會以有罪、但有悔意的人取代無罪的人，藉此予以赦免。拉赫曼一詞是來自拉姆，拉姆是指母親的腹胎，因此神的慈愛是與母親對她的孩兒的慈愛相提並論。
他的慈愛通過許多形式表達，正如他本人在《古蘭經》裡說道：「我的慈恩是包羅萬物的。」阿布·胡賴拉轉述穆罕默德的說話稱：「安拉把愛分為一百份，自己留了九十九份，把另外的一份降於地球上。萬物互相慈愛，甚至母馬為免於踏傷其子而抬其足，皆因這一份愛之故。」根據伊斯蘭教神學，使人上天堂也是神的慈恩。《布哈里聖訓實錄》記載道：「使者說道：『一個人的工作不會使得他入天園。』聖門弟子們問道：『安拉的使者啊！你也不例外嗎？』使者說：『對，只有（期盼）安拉的饒恕和慈憫。』」

### 全知
《古蘭經》形容神對於宇宙所發生的任何事情都有全盤的認知，包括私人的想法和感受，又指沒有人能夠隱瞞神：
無論你處理甚麼事物，無論你誦讀《古蘭經》哪一章經文，無論你們做甚麼工作，當你們著手的時候，我總是見證你們的。天地間微塵重的事物，都不能逃避真主的鑒察，無論比微塵小還是比微塵大，都記載在一本明顯的天經中。——《古蘭經》 10：61
我確已創造人，我知道他心中的妄想；我比他的命脈還近於他。——《古蘭經》 50：16

## 與受造物之間的關係
與亞伯拉罕諸教一樣，據稱神是通過給予先知的啟示與造物溝通。穆斯林篤信《古蘭經》是神對穆罕默德的啟示，一字不差。聖訓是穆罕默德的言行紀錄，其中庫德西聖訓是聖訓的一種，這種聖訓是穆罕默德轉述神的說話。穆斯林認為庫德西聖訓是用穆罕默德的言辭表達神的意思，而《古蘭經》則是神的原話，兩者是有差別的。
穆斯林相信宇宙萬物都受到神的完全掌控：「他只要對那件事說聲『有』，它就有了。」萬物存在的目的是為了崇拜神。他是每位穆斯林的神，在他們有需要的時候隨時回應他們的訴求。《古蘭經》沒有提及像聖職者那樣接觸神的中介人，而是指出神可以直接窺探人的心靈：「我確已創造人，我知道他心中的妄想；我比他的命脈還近於他。」穆罕默德·布哈里在他的著作《布哈里聖訓實錄》記敘的一條庫德西聖訓提到：「我就像我的僕人所猜測的。」
安拉会饶恕他的仆人，仆人要向安拉虔诚的忏悔，的确安拉是至仁至慈的，安拉的慈悯胜于他的恼怒。。有一段經文可以概括安拉與他的僕人之間的關係：「你告訴我的僕人們，我確是至赦的、至慈的；我的刑罰確是痛苦的。」

## 比較神學
伊斯蘭教的神學認為《古蘭經》描述的神與亞伯拉罕與之立約的以色列神是相同的。《尼西亞信經》建立的三位一體是早期基督教基督論獨有的產物，伊斯蘭教及猶太教都不予接納，使中世紀基督教視早期的伊斯蘭教是其中一個不相信三位一體的基督教異端。
有人以伊斯蘭教及基督教的神與亞伯拉罕的神吻合作為理由，主張亞伯拉罕諸教有限度地互相承認。《古蘭經》的譯者喬治·塞萊在1734年於導言裡提到向依諾增爵十一世告解的意大利學者路易斯·馬拉奇的觀點：
穆罕默德及他的信徒都被視為正統，無論是在過去還是現在，他們對於神及神的定位一直都持有正當可靠的看法，這一點在《古蘭經》及所有的穆斯林法律裡再也明顯不過。有些人主張穆罕默德信奉的神不是真正的神，去駁斥他們實在是浪費時間。

### 引用
引自印刷品
1. ↑  Esposito（1988年），第22页
2. ↑  Esposito（1988年），第88页
3. 1 2  Encyclopaedia Britannica, Inc.（2008年），第34页
4. ↑  Abdullah（2012年），第42页
5. ↑  馬堅（1981年），第103页
6. ↑  馬堅（1981年），第307页
7. 1 2  馬堅（1981年），第486页
8. ↑  Rippin（2013年），第241页
9. ↑  Murata（1992年），第206页
10. ↑  Ahmad（2011年），第37页
11. ↑  Stefon（2009年），第49页
12. ↑  Ahmad（2011年），第96页
13. ↑  Missick（2006年），第75页
14. ↑  Campo（2009年），第515页
15. ↑  McAuliffe，Gilliot & Graham（2002年），God and God Attributes
16. ↑  University of South Florida（1964年），第25页
17. ↑  Campo（2009年），第547页
18. ↑  Ahmad（2004年），第xvii页
19. ↑  Haig（1928年），第131页
20. ↑  Nickel（2010年），第68-69页
21. 1 2  Cornell（2004年），第3561-3562页
22. ↑  馬堅（1981年），第107页
23. ↑  Corduan（2013年），第132页
24. ↑  Kamaruzaman（2007年），第106页
25. ↑  馬堅（1981年），第420页
26. ↑  Gottlieb（2006年），第210页
27. ↑  Barlas（2002年），第96页
28. ↑  Shah（2012年），第200页
29. ↑  Ramadan（2005年），第203页
30. ↑  Natan（2003年），第32页
31. ↑  馬堅（1981年），第332页
32. ↑  馬堅（1981年），第405页
33. ↑  馬堅（1981年），第205页
34. ↑  馬堅（1981年），第55页
35. ↑  Mahmutćehajić（2014年），第241页
36. ↑  馬堅（1981年），第126页
37. ↑  馬堅（1981年），第159页
38. 1 2  馬堅（1981年），第401页
39. ↑  Renard（2012年），第12页
40. ↑  馬堅（1981年），第11页
41. ↑  Khalifa（1982年），第38页
42. ↑  馬堅（1981年），第20页
43. ↑  Peters（2009年），第3-4页
44. ↑  Constantelos（1998年），第142页
45. ↑  Watt（2013年），第45页

引自互联网
1. ↑  al-Oadah, Sheikh Salman. . Islam Today.   [11 November 2015]. （原始内容存档于2013年10月14日） （英语）.
2. ↑  . Youtube. 2013-09-21  [11 November 2015]. （原始内容存档于2021-01-05） （英语）.
3. 1 2 3 4  . Islam Question and Answer.   [11 November 2015]. （原始内容存档于2018-08-13） （英语）.
4. ↑  . Hadith A Day. 2015-09-25  [17 November 2015]. （原始内容存档于2020-11-08） （英语）.
5. ↑  . Islam Question and Answer.   [17 November 2015]. （原始内容存档于2017-10-15） （英语）.